# Fryderyk VII
Fryderyk VII (duń. Frederik VII) (ur. 6 października 1808 na zamku Amalienborg w Kopenhadze, zm. 15 listopada 1863 w zamku Glücksburg) – król Danii, książę Saksonii-Lauenburga w latach 1848–1863.

## Życiorys
Książę Fryderyk był synem króla Danii Chrystiana VIII i Charlotty Fryderyki Mecklenburg-Schwerin. Po rozwodzie rodziców 31 marca 1810 był wychowywany przez różnych królewskich krewnych. W 1820 roku został wysłany przez swojego wuja króla duńskiego Fryderyka VI w podróż za granicę do Francji, Włoch i Szwajcarii. Podczas podróży uczył się języków, pobierał nauki polityczne oraz uczył się zagadnień z dziedziny wojskowości.
Wstąpił na tron w 1848. Rok później zrezygnował z władzy absolutnej, podpisując konstytucję wprowadzającą w Danii ustrój monarchii parlamentarnej. Zwolennik floty handlowej i handlu z Wielką Brytanią. Popierał lokaty kapitału krajowego w inwestycje na terenie Szwecji i Norwegii. Toczył w latach 1848–1850 wojnę z księstwami Szlezwiku i Holsztyna popieranymi przez Prusy, zakończoną realizacją jej celu politycznego – potwierdzeniem unii obydwu księstw z Danią. Król Fryderyk VII zdołał zagwarantować nietykalność granic Danii oraz prawo dziedziczenia tronu (Dania, Szlezwik, Holsztyn), wobec własnej bezdzietności, przez szwagra Chrystiana IX.
Pierwszą żoną Fryderyka w 1828 roku została jego kuzynka drugiego stopnia Wilhelmina Maria (1808-1891), córka króla Danii Fryderyka VI. To małżeństwo wzmacniało prawa przyszłego Fryderyka VII do tronu. Małżeństwo nie było jednak szczęśliwe i w 1837 roku orzeczono rozwód. Cztery lata później Fryderyk wziął za żonę Karolinę Charlottę Mariannę von Mecklenburg-Strelitz, jednak i to małżeństwo zakończyło się rozwodem w 1846 roku. Uważa się, że przyczyną rozpadu obu związków było pijaństwo Fryderyka i jego ciągłe zdrady.
W 1850 roku Fryderyk VII poślubił Christine Louise Danner (1815–1874) właściwie Rasmussen. Było to trzecie małżeństwo króla, ale pierwsze morganatyczne. Luiza ani jej ewentualne dzieci nie mieli praw dynastycznych. Jednak ani z tego, ani z dwóch poprzednich małżeństw Fryderyk nie doczekał się potomstwa.

## Odznaczenia
Duńskie
- Order Słonia
- Wielki Komandor Orderu Danebroga
- Krzyż Wielki Orderu Danebroga
- Odznaka Honorowa Orderu Danebroga

Zagraniczne
- Order Karola XIII (Królestwo Szwecji)
- Order Królewski Serafinów (Królestwo Szwecji)
- Krzyż Wielki Orderu Miecza (Królestwo Szwecji)
- Order Świętego Andrzeja (Imperium Rosyjskie)
- Order Świętego Aleksandra Newskiego (Imperium Rosyjskie)
- Wielka Wstęga Orderu Świętej Anny (Imperium Rosyjskie)
- Order Orła Białego (Imperium Rosyjskie)
- Order Złotego Runa (Królestwo Hiszpanii)
- Order Świętego Januarego (Królestwo Obojga Sycylii)
- Order Lwa Złotego (Elektorat Hesji)
- Order Orła Czarnego (Królestwo Prus)
- Krzyż Wielki Orderu Orła Czerwonego (Królestwo Prus)
- Krzyż Wielki Orderu Świętego Stefana (Królestwo Węgier)
- Krzyż Wielki Orderu Wojskowego Wilhelma (Królestwo Niderlandów)
- Krzyż Wielki Orderu Świętego Olafa (Królestwo Norwegii)
- Krzyż Wielki Orderu Piotra I (Cesarstwo Brazylii)
- Wstęga Trzech Orderów (Królestwo Portugalii)
  - Krzyż Wielki Orderu Wojskowego Chrystusa
  - Krzyż Wielki Orderu Wojskowego Avis
  - Krzyż Wielki Orderu Wojskowego Świętego Jakuba od Miecza
- Krzyż Wielki Orderu Legii Honorowej (Cesarstwo Francuskie)
- Wielki Oficer Orderu Legii Honorowej (Cesarstwo Francuskie)
- Order Domowy i Zasługi Księcia Piotra Fryderyka Ludwika (Wielkie Księstwo Oldenburga)
- Order Alberta Niedźwiedzia (Księstwo Anhalt)
- Order Świętego Jerzego (Królestwo Hanoweru)
- Krzyż Wielki Orderu Gwelfów (Królestwo Hanoweru)

## Genealogia
| Prapradziadkowie                               | król Danii i Norwegii Chrystian VI Oldenburg (1699-1746) ∞1721 Zofia Magdalena Hohenzollern (1700-1770)     | Ferdynand Albert II Brunswick-Wolfenbüttel (1680-1735) ∞1712 Antoinette Amalia Brunswick-Lüneburg (1696–1762) | Chrystian Ludwik II Mecklenburg-Schwerin (1683-1756) ∞1714 Gustawa Karolina Mecklenburg-Strelitz (1694−1748) | Chrystian Ludwik II Mecklenburg-Schwerin (1683-1756) ∞1714 Gustawa Karolina Mecklenburg-Strelitz (1694−1748) | Franciszek Josias Sachsen-Coburg-Saalfeld (1697-1764) ∞1723 Anna Zofia Schwarzburg-Rudolstadt (1700-1780)  | Franciszek Josias Sachsen-Coburg-Saalfeld (1697-1764) ∞1723 Anna Zofia Schwarzburg-Rudolstadt (1700-1780)  | Fryderyk II Sachsen-Gotha-Altenburg (1676-1732) ∞1695 Magdalena Augusta Anhalt-Zerbst (1679–1740)          | Henryk I Reuß zu Schleiz (1695-1744) ∞1721 Juliana Dorota Löwenstein-Wertheim-Virneburg (1694-1734)        |
| Pradziadkowie                                  | Król Danii i Norwegii Fryderyk V Oldenburg (1723-1766) ∞1752 Julia Maria Brunswick-Wolfenbüttel (1729-1796) | Król Danii i Norwegii Fryderyk V Oldenburg (1723-1766) ∞1752 Julia Maria Brunswick-Wolfenbüttel (1729-1796)   | Ludwik Mecklenburg-Schwerin (1725-1778) ∞1755 Charlotta Zofia Sachsen-Koburg-Saalfeld (1731-1810)            | Ludwik Mecklenburg-Schwerin (1725-1778) ∞1755 Charlotta Zofia Sachsen-Koburg-Saalfeld (1731-1810)            | Ludwik Mecklenburg-Schwerin (1725-1778) ∞1755 Charlotta Zofia Sachsen-Koburg-Saalfeld (1731-1810)          | Ludwik Mecklenburg-Schwerin (1725-1778) ∞1755 Charlotta Zofia Sachsen-Koburg-Saalfeld (1731-1810)          | Jan August Sachsen-Gotha-Altenburg (1704-1767) ∞1752 Luiza Reuß zu Schleiz (1726-1773)                     | Jan August Sachsen-Gotha-Altenburg (1704-1767) ∞1752 Luiza Reuß zu Schleiz (1726-1773)                     |
| Dziadkowie                                     | Fryderyk Oldenburg (1753-1805) ∞1774 Zofia Mecklenburg-Schwerin (1758-1794)                                 | Fryderyk Oldenburg (1753-1805) ∞1774 Zofia Mecklenburg-Schwerin (1758-1794)                                   | Fryderyk Oldenburg (1753-1805) ∞1774 Zofia Mecklenburg-Schwerin (1758-1794)                                  | Fryderyk Oldenburg (1753-1805) ∞1774 Zofia Mecklenburg-Schwerin (1758-1794)                                  | Fryderyk Franciszek I Mecklenburg-Schwerin (1756-1837) ∞1775 Luiza Sachsen-Gotha (1756–1808)               | Fryderyk Franciszek I Mecklenburg-Schwerin (1756-1837) ∞1775 Luiza Sachsen-Gotha (1756–1808)               | Fryderyk Franciszek I Mecklenburg-Schwerin (1756-1837) ∞1775 Luiza Sachsen-Gotha (1756–1808)               | Fryderyk Franciszek I Mecklenburg-Schwerin (1756-1837) ∞1775 Luiza Sachsen-Gotha (1756–1808)               |
| Rodzice                                        | król Danii Chrystian VIII Oldenburg (1786-1848) ∞1810 Charlotta Fryderyka Mecklenburg-Schwerin (1784-1840)  | król Danii Chrystian VIII Oldenburg (1786-1848) ∞1810 Charlotta Fryderyka Mecklenburg-Schwerin (1784-1840)    | król Danii Chrystian VIII Oldenburg (1786-1848) ∞1810 Charlotta Fryderyka Mecklenburg-Schwerin (1784-1840)   | król Danii Chrystian VIII Oldenburg (1786-1848) ∞1810 Charlotta Fryderyka Mecklenburg-Schwerin (1784-1840)   | król Danii Chrystian VIII Oldenburg (1786-1848) ∞1810 Charlotta Fryderyka Mecklenburg-Schwerin (1784-1840) | król Danii Chrystian VIII Oldenburg (1786-1848) ∞1810 Charlotta Fryderyka Mecklenburg-Schwerin (1784-1840) | król Danii Chrystian VIII Oldenburg (1786-1848) ∞1810 Charlotta Fryderyka Mecklenburg-Schwerin (1784-1840) | król Danii Chrystian VIII Oldenburg (1786-1848) ∞1810 Charlotta Fryderyka Mecklenburg-Schwerin (1784-1840) |
| Fryderyk VII Oldenburg (1808-1863), król Danii | | | | | | | | |